# Carparachne aureoflava
Carparachne aureoflava es un araña de la familia Sparassidae nativa del Desierto del Namib de África austral. Esta araña no debe confundirse con Leucorchestris arenicola, una araña que comparte el mismo nombre común así como el mismo nombre local. La araña huye de las avispas pompílidas parásitas volteándose de lado y rodando por las dunas de arena a velocidades de hasta 44 vueltas por segundo.

## Características
Miden hasta 20 mm, machos y hembras poseen las mismas medidas. Son nocturnos y salen por la noche para cazar insectos y otros invertebrados pequeños. Su mordida es un poco venenosa, pero no nociva para los humanos.
Su principal línea de defensa contra la depredación es enterrarse en una madriguera revestida de seda que se extiende de 40 a 50 cm de profundidad. Durante el proceso de excavación de su madriguera, la araña puede mover hasta 10 litros de arena, 80.000 veces su peso corporal. Es durante las etapas iniciales de la construcción de una madriguera que la araña es vulnerable a las avispas pompilidas, que picarán y paralizarán a la araña antes de plantar huevos en su cuerpo. Si la araña no puede luchar contra una avispa, y si está en una duna inclinada, usará su velocidad de rodadura de 1 metro por segundo para escapar.